# Драслайца
Драслайца или Драславица (на македонска литературна норма: Драслајца; на албански: Drasllaica) е село в Северна Македония, в община Струга.

## География
Селото е разположено в централната част на Стружкото поле.

## История
Селото е споменато в 1583 година в Обширния описен тефтер на Охридския санджак като Драгославица.
В XIX век Драслайца е село в Охридска каза на Османската империя. В „Етнография на вилаетите Адрианопол, Монастир и Салоника“, издадена в Константинопол в 1878 година и отразяваща статистиката на населението от 1873 година, Драсайца (Draslaïtza) е посочено като село с 40 домакинства, като жителите му са 112 българи. Според Васил Кънчов в 90-те години Драслайца има 35 къщи. Според статистиката му („Македония. Етнография и статистика“) в 1900 година Драслайца има 340 жители българи християни.
На Етнографската карта на Битолския вилает на Картографския институт в София от 1901 година Драслайца е чисто българско село в Охридската каза на Битолския санджак с 45 къщи.
Цялото християнско население на селото е под върховенството на Българската екзархия. По данни на секретаря на екзархията Димитър Мишев („La Macédoine et sa Population Chrétienne“) в 1905 година в Драслайца има 360 българи екзархисти и в селото функционира българско училище.
При избухването на Балканската война в 1912 година 2 души от селото са доброволци в Македоно-одринското опълчение.
През 1922-1923 година в селото е открита поща, която функционира до 6 април 1941 година.
Според преброяването от 2002 година селото има 778 жители.
| Националност     | Всичко |
| северномакедонци | 775    |
| албанци          | 0      |
| турци            | 0      |
| роми             | 1      |
| власи            | 0      |
| сърби            | 2      |
| бошняци          | 0      |
| други            | 0      |

В селото има църкви „Успение Богородично“ и „Света Неделя“, чийто темелен камък е осветен и поставен в май 1992 година от митрополит Тимотей Дебърско-Кичевски.

## Личности
Родени в Драслайца
- Кръсте Чачански (1949 – 2003), писател от Република Македония
- Никола Чурков, български революционер, деец на ВМОРО[1]
- Христо Николов Чурков, български революционер, деец на ВМОРО[1]